# Variograma
O variograma ({\displaystyle 2\gamma (x,y)}) é uma função que mede a variação do valor de uma variável em relação às restantes da mesma amostragem. Embora seja, de facto, uma derivação da medição de dispersão estatística variância é comumente utilizado em estatística espacial devido a contextualizar esta medição com a dimensão espacial considerando, geralmente mas não obrigatoriamente, a distância entre amostras e/ou a orientação delas.

## Definição
Se {\displaystyle \mu =E(Z)} é o valor esperado (média) de uma dada amostragem {\displaystyle Z} então a sua dispersão estatística pode ser calculada com a variância:
{\displaystyle \operatorname {var} (Z)=\operatorname {E} ((Z-\mu )^{2})}
No entanto esta medição não nos dá qualquer informação sobre a sua dispersão espacial pelo que é utilizado o método do variograma para, re-amostrando as populações de acordo com a distância entre pares de pontos, calcular a variância considerando apenas os pares de amostras que se encontram a uma distância {\displaystyle h}. Assim o variograma é dado pela seguinte fórmula:
{\displaystyle 2\gamma (x,x+h)={\text{var}}(Z(x)-Z(x+h))=E\left(|(Z(x)-E(x))-(Z(x+h)-E(x+h))|^{2}\right)\quad }
Onde o valor de {\displaystyle \gamma (x,x+h)} é chamado de semi-variograma (o semi-variograma é também muitas vezes, no campo da geoestatística, designado variograma). Se assumirmos que a média é constante por todo o campo espacial considerado então o variograma é:
{\displaystyle 2\gamma (x,x+h)={\frac {1}{N(h)}}\sum _{N(h)}[Z(x)-Z(x+h)]^{2}\quad }
Onde o {\displaystyle N(h)} é o número de pares de pontos à distância de {\displaystyle h}. Repare-se que ao fazer este cálculo para re-amostragens de pontos com diferentes distâncias {\displaystyle h} é possível fazer uma previsão da variância espacial expectável para a amostragem {\displaystyle Z}. O critério da distância não é o único que pode ser utilizado na caracterização espacial da variância (variograma), também a orientação pode ser usada na re-amostragem da mesma população. Se a orientação de uma direção sobre um dado referencial for dada pelos ângulos "{\displaystyle \alpha },{\displaystyle \beta }" então a re-amostragem para o cálculo do valor do variograma só poderá ter em conta pares de pontos que se encontrem com uma orientação espacial em relação ao referencial usado de "{\displaystyle \alpha },{\displaystyle \beta }" à distància de {\displaystyle h}. Quando a orientação das re-amostragens para o cálculo do variograma é desconsiderada, este é comumente designado por variograma omni-direcional caso contrário trata-se de um variograma direcional com orientação "{\displaystyle \alpha },{\displaystyle \beta }".

## Variograma experimental
O variograma experimental (ou variograma empírico)  é calculado a partir dos valores amostrais da variável consoante a distância e a direcção consideradas, visualizando o resultado por meio de um gráfico de dispersão. Assumindo que re-amostramos uma dada população {\displaystyle Z} e calculámos o valor do semi-variograma para as distâncias de {\displaystyle h_{1}}, {\displaystyle h_{2}}, {\displaystyle h_{3}}, {\displaystyle h_{4}} e {\displaystyle h_{5}}, obtemos a previsão experimental da variação espacial da população {\displaystyle Z}.
Importa referir que calcular o variograma de todos os pares de amostras a uma distância {\displaystyle h} ou calcular o valor esperado (média) dos vários variogramas individuais é equivalente:
{\displaystyle E[\gamma (h)]={\frac {1}{2|N(h)|}}\sum _{(i,j)\in N(h)}E[|Z(x_{i})-Z(x_{j})|^{2}]={\frac {1}{2|N(h)|}}\sum _{(i,j)\in N(h)}2\gamma (x_{j}-x_{i})}
Devido a vários factores (nomeadamente a escassez de dados) muitas vezes se dão tolerância aos critérios de cálculo do variograma (distância e orientação). Assim um par de amostras que se encontre suficientemente perto de ter uma distância {\displaystyle h} entra para o cálculo do valor do variograma desse mesmo {\displaystyle h} ({\displaystyle h\pm \Delta h}). Igualmente podemos dizer que um par de amostras que encontre suficiente perto de ter uma orientação "{\displaystyle \alpha },{\displaystyle \beta }" entra para o cálculo do valor do variograma dessa mesma orientação "{\displaystyle \alpha },{\displaystyle \beta }" ("{\displaystyle \alpha \pm \Delta \alpha } , {\displaystyle \beta \pm \Delta \beta }"). Na figura abaixo podemos ver como vários pontos próximos das suas distâncias {\displaystyle h} (a verde) são usados no cálculo do variograma final (a preto).
Outros critérios são usados no cálculo do variograma experimental, dependendo do objectivo ou software utilizado, como por exemplo:
- distância mínima considerada (cutoff distance).
- distância máxima considerada (cutoff distance).
- limite angular (bandwidth).
- número de classes (number of lags).
- tamanho da classe (lag distance).
- tolerância ao tamanho da classe (lag tolerance).

Em termos gerais podemos dizer que o variograma experimental corresponde ao variograma real calculado a partir dos dados implicando, necessariamente, tratar-se de uma análise discreta dos dados pelo que não é possível saber o valor de variograma para todas as distâncias {\displaystyle h}.

## Modelos de variograma
Em alguns campos, como é o caso da geoestatística (geralmente ao utilizar-se métodos como, por exemplo, a krigagem) é necessário conseguir-se calcular o valor do variograma para qualquer distância o que leva a ter de se ajustar um modelo matemático aos dados experimentais. Isto é feito em recurso ao um patamar imposto pelo utilizador (que, regra geral, é igual à variância da amostragem). Este patamar aparece como uma linha no variograma experimental e irá fazer com que modelo ajustado não exceda o limite imposto convergindo para o mesmo:
Embora muitos modelos matemáticos possam ser ajustados a um variograma experimental os mais usados são (Soares, 2006):
- Modelo exponencial:

{\displaystyle \gamma (h)=C_{0}+C_{1}[1-e^{(-3h/a)}]\qquad }
- Modelo esférico:

{\displaystyle \gamma (h)=\left\{{\begin{matrix}C_{0}+C_{1}[1.5{\frac {h}{a}}-0.5({\frac {h}{a}})^{3}],&para\quad h\leq a\\C,&para\quad h>a\end{matrix}}\right.}
- Modelo gaussiano:

{\displaystyle \gamma (h)=C_{0}+C_{1}[1-e^{(-3h^{2}/a^{2})}]\qquad }
0 ajuste do modelo é feito com base em três parâmetros:
- Efeito pepita (nugget effect, {\displaystyle C_{0}}).
- Patamar (sill, {\displaystyle C=C_{0}+C_{1}}).
- Amplitude (range, {\displaystyle a}).

Em teoria o valor do variograma é nulo, {\displaystyle \gamma (h)=0}, quando {\displaystyle h=0}, no entanto na prática existe uma diferença no valor para o mais pequeno {\displaystyle h} pelo qual possa ser quantificado {\displaystyle \gamma (h)}. Quando este valor é elevado então assume-se existir uma grande variabilidade à pequena escala implicando que {\displaystyle \gamma (h)} não tende para zero quando {\displaystyle h} tende para zero. São nestes casos que importa ajustar o modelo ao variograma experimental considerando o efeito a pequenas escalas dado pela constante {\displaystyle C_{0}} designada por efeito pepita. Na figura seguinte pode-se ver um modelo esférico ({\displaystyle {\color {Green}verde}}), exponencial ({\displaystyle {\color {Blue}azul}}) e gaussiano ({\displaystyle {\color {Purple}purpura}}) ajustados a um variograma experimental com a mesma amplitude e efeito pepita nulo (origem dos modelos estão no ponto "0,0").

## Algoritmo do variograma (Python)
A implementação bidimensional que se segue é feita na linguagem Python (versão 2.7.2) com recurso à biblioteca NumPy tendo por esse motivo o seguinte cabeçalho de importações (está considerado também a biblioteca matplotlib usada para visualização):
```
from
 
__future__
 
import
 
division

import
 
numpy
 
as
 
np

import
 
matplotlib.pyplot
 
as
 
plt

```

De notar que o código seguinte introduzido em três funções não segue todas os parâmetros geralmente utilizados pelos softwares de geoestatística. A título de exemplo num variograma a direção de 90º é igual à direção de -90º o que não está previsto nesta implementação. Serve apenas como demonstração do cálculo de uma variograma experimental e posterior adequação de um modelo.
```
def
 
variograma_experimental
(
dados
):

    
angulos
 
=
 
np
.
zeros
((
dados
.
shape
[
0
],
dados
.
shape
[
0
]))

    
distancias
 
=
 
np
.
zeros
((
dados
.
shape
[
0
],
dados
.
shape
[
0
]))

    
angulos
[:,:]
=
np
.
NAN

    
distancias
[:,:]
=
np
.
NAN

    
semivariancias
 
=
 
np
.
zeros
((
dados
.
shape
[
0
],
dados
.
shape
[
0
]))

    
for
 
i
 
in
 
xrange
(
dados
.
shape
[
0
]
-
1
):

        
angulos
[
i
,
i
:]
=
np
.
arctan2
((
dados
[
i
:,
1
]
-
dados
[
i
,
1
]),(
dados
[
i
:,
0
]
-
dados
[
i
,
0
]))

        
distancias
[
i
,
i
:]
=
np
.
sqrt
((
dados
[
i
:,
0
]
-
dados
[
i
,
0
])
**
2
+
(
dados
[
i
:,
1
]
-
dados
[
i
,
1
])
**
2
)

        
semivariancias
[
i
,
i
:]
=
((
dados
[
i
:,
2
]
-
dados
[
i
,
2
])
**
2
)
/
2

    
angulos
 
=
 
(
angulos
*
180
)
/
np
.
pi

    
for
 
i
 
in
 
xrange
(
angulos
.
shape
[
0
]):

        
for
 
j
 
in
 
xrange
(
angulos
.
shape
[
1
]):

            
if
 
angulos
[
i
,
j
]
<
0
:

                
angulos
[
i
,
j
]
 
=
 
angulos
[
i
,
j
]
 
+
180

    
return
 
angulos
,
 
distancias
,
semivariancias

    

def
 
variograma_direcional
(
angulos
,
distancias
,
semivariancias
,
direcao
,
tolerancia
,
classes
):

    
ind
 
=
 
np
.
where
((
angulos
 
>
 
direcao
 
-
 
tolerancia
)
 
&
 
(
angulos
 
<
 
direcao
 
+
 
tolerancia
))

    
distancias_direcionais
 
=
 
distancias
[
ind
]

    
semivariancias_direcionais
 
=
 
semivariancias
[
ind
]

    
hist
 
=
 
np
.
histogram
(
distancias_direcionais
,
classes
)

    
resultado
 
=
 
np
.
zeros
((
classes
-
1
,
2
))

    
for
 
i
 
in
 
xrange
(
classes
-
1
):

        
ind2
 
=
 
np
.
where
((
distancias_direcionais
 
>
 
hist
[
1
][
i
])
 
&
 
(
distancias_direcionais
 
<
 
hist
[
1
][
i
+
1
]))

        
resultado
[
i
,
0
]
=
hist
[
1
][
i
]
+
(
hist
[
1
][
1
]
-
hist
[
1
][
0
])
/
2

        
resultado
[
i
,
1
]
=
np
.
mean
(
semivariancias_direcionais
[
ind2
])

    
return
 
resultado

    

def
 
modelo_variograma
(
resultado
,
amplitude
,
patamar
):

    
plt
.
scatter
(
resultado
[:,
0
],
resultado
[:,
1
],
color
=
'green'
,
s
=
130
)

    
vector_patamar
=
np
.
zeros
(
resultado
.
shape
[
0
])

    
vector_patamar
[:]
=
patamar

    
vector_distancia
=
resultado
[:,
0
]
.
copy
()

    
vector_distancia
[
0
]
=
0

    
vector_distancia
[
-
1
]
=
vector_distancia
[
-
1
]
+
(
vector_distancia
[
-
1
]
-
vector_distancia
[
-
2
])

    
plt
.
plot
(
vector_distancia
,
vector_patamar
,
color
=
'red'
,
linewidth
=
3
)

    
modelo
 
=
 
patamar
*
(
1
-
np
.
e
**
(
-
3
*
np
.
linspace
(
0
,
vector_distancia
[
-
1
],
1000
)
/
amplitude
))

    
plt
.
plot
(
np
.
linspace
(
0
,
vector_distancia
[
-
1
],
1000
),
modelo
,
color
=
'blue'
,
linewidth
=
2
)

    
plt
.
ylabel
(
'Variograma'
)

    
plt
.
xlabel
(
'Distancia'
)

    
plt
.
grid
()

    
plt
.
xlim
(
0
,
vector_distancia
[
-
1
])

    
plt
.
ylim
(
0
,
vector_patamar
[
-
1
]
+
0.2
*
vector_patamar
[
-
1
])

    
plt
.
show
()

```

A primeira função cria matrizes com o valor de variograma, ângulos e distâncias entre todos os pontos. Isto é feito em recurso às funções cuja explicação se segue:
- np.zeros() - Cria uma matriz com a dimensão introduzida de colunas e linhas preenchida com zeros.
- np.NAN - Trata-se de uma valor sem dados, implicando que não deve ser utilizado, apenas preenche espaço necessário.
- np.arctan2() - Devolve o ângulo em radianos (é feita posteriormente a conversão para graus) em recurso a coordenada cartesianas.

Após o cálculo do valor do variograma para todos os pares de pontos possíveis é feita selecção em recurso à segunda função cujos argumentos de entrada são as matrizes resultado da função anterior, a direção, tolerância e o número de classes que o variograma deverá ter. Funções importantes a ter em conta para compreensão do algoritmo são:
- np.where() - devolve um vector (ou vector de vectores, dependendo da dimensão do objecto) com as posições onde a condição que foi imposta é realizada.
- np.histogram() - devolve uma tupla com dois vectores sendo o segundo a separação dos dados de input em cada classe (limite superior e inferior) e o primeiro o número de elementos que está em cada classe. Neste caso em particular apenas o segundo vector é utilizado.
- np.mean() - Cálculo da média do vector de input.

A terceira função recebe o resultado da segunda com os valores de variograma e distância escolhidas e elabora um gráfico onde aparece, além destes pontos, a linha do patamar e um modelo exponencial ajustado com efeito pepita zero. Tem como argumentos para além do variograma experimental a amplitude do modelo e o valor do patamar. De notar as funções:
- plt.scatter() - Cria um gráfico de pontos.
- plt.plot() - Cria um gráfico de linhas.
- plt.xlabel() e plt.ylabel() - Insere o nome de cada eixo (X e Y).
- plt.xlim() - Dá os limites da janela de visualização para o eixo do X.
- plt.grid() - Insere um quadriculado de fundo para o gráfico.
- plt.show() - Faz a visualização do gráfico numa janela (até esta instrução o gráfico está invisível).

Usando o seguinte conjunto de dados como exemplo:

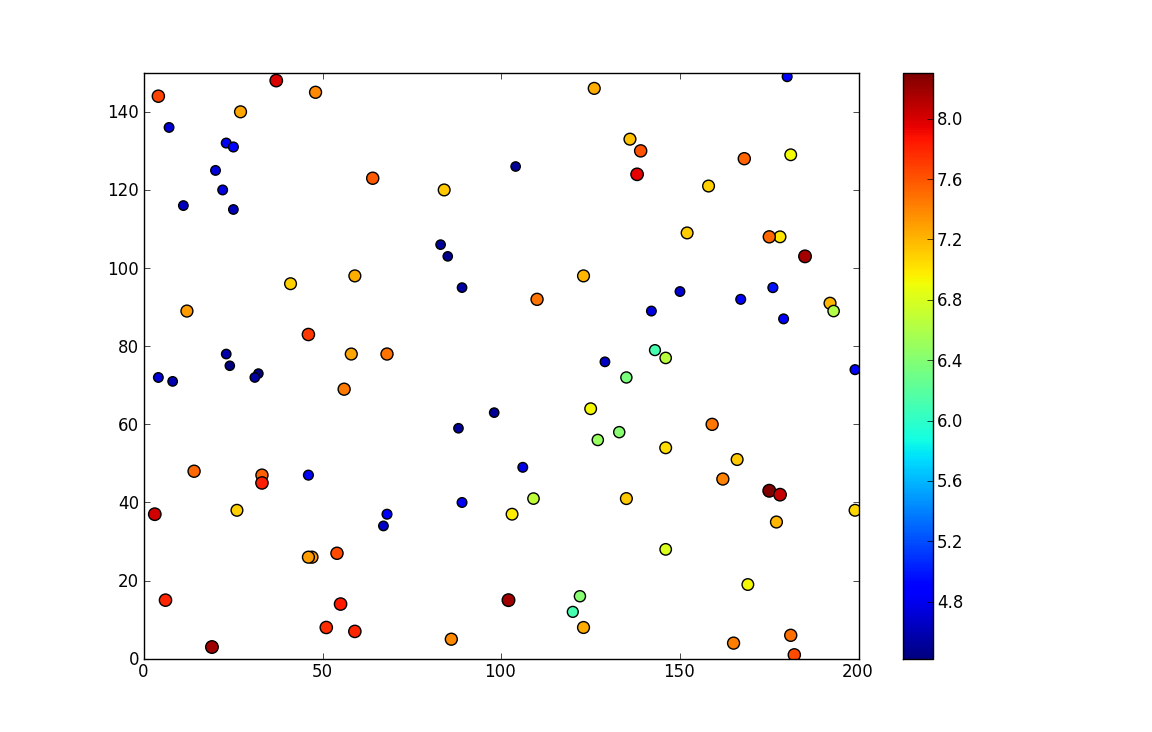
Dados utilizados no exemplo cálculo do variograma experimental.

Foram calculados os variogramas na direções 0º e 90º que devolveu o seguinte resultado:

## Discussão
Em geoestatística são usadas habitualmente três funções para estudar a variabilidade espacial da amostragem que são: covariância, correlograma, e semi-variograma (comumente designado variograma). A figura seguinte mostra o variograma experimental, covariância e correlograma para o mesmo conjunto de dados:
Existe também variogramas cruzados para utilização com métodos de co-estimação como por exemplo a co-krigagem e variogramas de indicatriz para métodos de estimação com variáveis de indicatriz, como por exemplo krigagem da indicatriz.